# Rodrigo Melo Franco

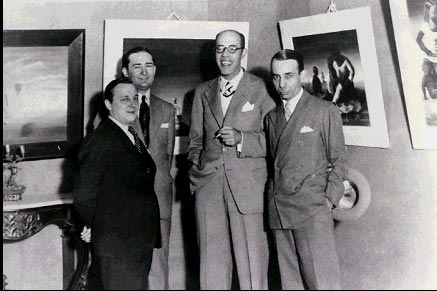
Da esquerda para a direita: Cândido Portinari, Antônio Bento, Mário de Andrade e Rodrigo Melo Franco (1936).

Rodrigo Melo Franco de Andrade (Belo Horizonte, 17 de agosto de 1898 — Rio de Janeiro, 11 de maio de 1969) foi um advogado, jornalista e escritor brasileiro.

## Biografia
Estudou direito em Belo Horizonte e em São Paulo, formando-se, contudo, no antigo Distrito Federal, na então Faculdade de Direito da Universidade do Rio de Janeiro (URJ), antecessora da Faculdade Nacional de Direito da Universidade Federal do Rio de Janeiro (UFRJ).
No meio jornalístico, foi redator-chefe (1924) e diretor (1926) da Revista do Brasil. Na política foi chefe de gabinete de Francisco Campos e, integrando a equipe que integrou o Ministério da Educação e Saúde do governo Getúlio Vargas, composta de  muitas pessoas intelectuais e artistas herdeiros dos ideais da Semana de 1922, comandou o Serviço do Patrimônio Histórico e Artístico Nacional (SPHAN, atual IPHAN), da sua fundação em 1937 até 1967. Pouco antes de sua morte, em 1969, Rodrigo ainda prestava depoimentos à imprensa e comparecia a eventos ligados à sua experiência no SPHAN.
Como escritor, deixou oito contos reunidos no livro Velórios, publicado em 1936. A obra teve o reconhecimento de intelectuais como Manuel Bandeira (que deu título ao livro), Mário de Andrade e Sérgio Buarque de Hollanda, que publicou um artigo elogioso ao livro no jornal Diário de Notícias, em 1948. A primeira edição foi paga pelo autor e não teve mais que duas centenas de exemplares. Um mês depois de lançado, Rodrigo decidiu recolher as cópias. Uma segunda edição só saiu em 1974, cinco anos após a morte de Rodrigo. Como pesquisador publicou, entre outros, Brasil: monumentos históricos e arqueológicos (1952) e Artistas coloniais (1958).
Pai do cineasta Joaquim Pedro de Andrade (1932-1988), um dos grandes líderes do Cinema Novo,  Virgílio Andrade e Clara Andrade Alvim.

## Homenagens

Logomarca do Prêmio Rodrigo Melo Franco de Andrade, com a imagem do próprio Rodrigo Melo Franco de Andrade

Em sua homenagem o Ministério da Cultura do Brasil, por meio do Instituto do Patrimônio Histórico e Artístico Nacional instituiu, em 1987, o Prêmio Rodrigo Melo Franco de Andrade, um prêmio de nível nacional que de acordo com o IPHAN "prestigia as ações de preservação do patrimônio cultural brasileiro que, em razão da originalidade, vulto ou caráter exemplar, mereçam registro, divulgação e reconhecimento público".